# جوهی چاولا
جوهی چاولا (به انگلیسی: Juhi Chawla)
(زاده ۱۳ نوامبر ۱۹۶۷) یک بازیگر اهل هند است. جوهی چاولا بخاطر مهارت بالایی که در ایفای نفش‌های کمدی داشت بسیار در میان مردم مورد احترام است و او بعنوان «ملکهٔ کمدی» هم شناخته می‌شود. او از اواخر دهه ۱۹۸۰ تا اوایل دهه ۲۰۰۰ به یکی از محبوب‌ترین بازیگران زن سینمای هند تبدیل شد.
دختر شایسته هند در سال ۱۹۸۴ است. 
جوهی، تا مدت‌ها زوج هنری عامر خان بود، اما در سال ۱۹۹۷ بعد از فیلم عشق، بین آن‌ها مشکلی به وجود آمد و آن دو دیگر با هم همکاری نکردند. همچنین وی، یکی از صمیمی‌ترین دوستان شاهرخ خان است و تعداد بیشترین همکاری را در بین بازیگران زن با شاهرخ خان دارد .او دارای جوایز متعددی است و یازده بار نامزد جایزه فیلم فیر و دو بار برنده این جایزه شده است.

## اوایل زندگی
جوهی چاولا در ۱۳ نوامبر ۱۹۶۷ در امبالا، هاریانا در هند متولد و بزرگ شد. Her father was an officer of the Indian Revenue Service (IRS). او همچنین جایزه بهترین لباس را در این جشنواره از آن خود کرد.
برادرش بابی چاولا مدیر عامل شرکت سرگرمی سرخ Chillies بود. وی در سال ۲۰۱۰ پس از یک مهمانی شام دچار سکته مغزی شدیدی شد. وی پس از حدود چهار سال کما، در ۹ مارس ۲۰۱۴ درگذشت. خواهرش، سونیا، در ۳۰ اکتبر ۲۰۱۲ بر اثر سرطان درگذشت.

## حرفه

### ۱۹۸۶–۱۹۸۹: اولین کار و موفقیت
اولین نقش اصلی او در بالیوود در از قیامت به قیامت در سال ۱۹۸۸ بود که در آن با عامر خان بازی کرد. این فیلم که اقتباسی مدرن از رومئو و ژولیت شکسپیر است، هم موفقیت بزرگی از نظر منتقدان و هم تجاری بود و خان و چاولا به «ستاره» تبدیل شدند. این فیلم برنده جایزه فیلم فیر برای بهترین فیلم شد و چاولا اولین بازیگر زنی بود که جایزه فیلم فیر را برای چهره جدید سال برنده شد، همچنین اولین نامزدی خود را برای بهترین بازیگر زن دریافت کرد. همراهی چاولا با عامر خان روی صفحه نمایش آن‌ها اغلب توسط رسانه‌ها به عنوان موفقیت‌آمیز ذکر می‌شد. این فیلم از آن زمان تاکنون به جایگاهی رسیده‌است، به طوری که روزنامه تایمز ایندیا آن را در میان «۲۵ فیلم برتر بالیوودی که باید ببینید»، آن را «یکی از فیلم‌های شاخص سینمای هند» نامید و آن را با ساخت «عامر خان و جوهی چاولا» نامید. پرمانکور بیسواس از First Post در یک بررسی گذشته‌نگر نوشت: «جوهی چاولا، با قیافه‌ای ژولیده و رفتار منفعلانه اما قاطعانه خود، سلف اولیه قهرمانان امروزی بالیوود بود که از هر نظر آزاد شده بودند. او آنچه را که می‌خواست می‌پوشید و رابطه‌ای را با مردی که می‌خواست آغاز می‌کرد.»

### ۱۹۹۰–۱۹۹۹: موفقیت و ستاره شدن
در سال ۱۹۹۰ میلادی در محدودیت بازی کرد، د او همچنین دومین نامزدی بهترین بازیگر زن را در فیلم فیر برای این فیلم دریافت کرد. انتشارات دیگر او در آن سال شامل درام خانوادگی گلستان در کنار راجش خانا و گوویندا بود که اولین همکاری از چندین همکاری با کارگردان دیوید داوان بود. در سال ۱۹۹۲، او در ترانه رادا در کنار ریشی کاپور ظاهر شد، که برای آن سومین نامزدی فیلم فیر خود را برای بهترین بازیگر زن دریافت کرد. همکاری دیگری با عامر خان در جنگ ثروت منجر به نقدهای منفی شد.
در سال ۱۹۹۳، چاولا در چهار فیلم ظاهر شد. اولین اکران او لوتره به کارگردانی دارمش دارشان و با بازی سانی دئول، ناصرالدین شاه، چونکی پاندی و آنوپام بود. او نقش زن جوانی را بازی می‌کرد که از طریق خدمات محافظی با نقش آفرینی دئول از شاهد محافظت می‌شد و سرانجام عاشق او شد. او در دو فیلم به تهیه کنندگی یاش چوپرا ایفای نقش کرد. اولی آینه بود که چاولا و آمریتا سینگ را در نقش خواهرانی دید که عاشق یک مرد با بازی جکی شروف بودند. سومین فیلم او در آن سال، کمدی رمانتیک ماهش بات، ما مسافران راه عشقیم در مقابل عامر خان بود که هم برای منتقدان و هم برای تماشاگران موفق بود. بازی او به عنوان یک فراری تامیلی، که مستلزم تسلط او بر زبان و گویش تامیل بود، با تحسین روبرو شد و او را به عنوان یک بازیگر کمدی تثبیت کرد. اودایا تارا نایار در نوشتن برای The Indian Express اشاره کرد که نقش خود را «به کمال» ایفا کرده‌است. او برنده جایزه فیلم فیر برای بهترین بازیگر زن برای کارش شد. آخرین فیلمی که او در آن سال ظاهر شد، فیلم هیجان انگیز ترس به کارگردانی یاش چوپرا بود. این فیلم یکی از پرفروش‌ترین فیلم‌های سال بود و چهارمین موفقیت متوالی چاولا در باکس آفیس سال شد. ترس همچنین موفقیت بزرگی از نظر منتقدان بود و جوایز متعددی از جمله جایزه ملی فیلم برای بهترین فیلم محبوب ارائه‌دهنده سرگرمی سالم را به دست آورد. او نقش کیرن، زن جوانی را بازی کرد که در شرف ازدواج با نامزدش (دئول) بود که مورد وسواس یک مرد جوان (خان) قرار گرفت.
او در عزت خانه در کنار ریشی کاپور ظاهر شد. رام می‌داند در کنار شاهرخ خان، نامشروع در کنار اجی دیوگن و پسربچه در کنار آنیل کاپور. او برای بازی در نقش یک همسر کتک خورده در فیلم مهیج دارار ساخته عباس مستان مورد تحسین منتقدان قرار گرفت و برای بازی در این فیلم نامزدی فیلم فیر دریافت کرد. چاولا در سال ۱۹۹۷ با کمدی‌های عاشقانه بله قربان، دیوانه مستانه و عشق به موفقیت اصلی دست یافت که همگی به موفقیت‌های باکس آفیس تبدیل شدند. عشق یکی از پردرآمدترین سال شد.
در کمدی عاشقانه بله قربان، او نقش مدلی را بازی کرد که مورد علاقه یک صاحب آژانس تبلیغاتی و کارمند جاه طلب او با بازی آدیتیا پانچولی و شاهرخ خان قرار گرفت. بله قربان با نقدهای مطلوب روبرو شد و از نظر تجاری خوب عمل کرد، و چاولا هفتمین نامزدی فیلم فیر را برای به تصویر کشیدن خود دریافت کرد، که توسط اسکرین به عنوان «با روحیه» توصیف شد. خوشبو تیواری در یک بررسی گذشته‌نگر در سال ۱۹۹۸ برای The Times of India آن را «رامکام دهه ۹۰» نامید و به چاولا با خان توجه داشت. در کمدی دیوانه مستانه، چاولا نقش دکتر نها شارما را بازی کرد که هم به کاپور و هم گوویندا علاقه داشت و در نهایت با سلمان خان ازدواج کرد. این فیلم یک موفقیت تجاری بود. دیگر اکران سال او آقا و خانم بازیکن در کنار آکشی کومار بود. فیلم درآمد متوسطی داشت.
در سال ۱۹۹۸ او یک بار دیگر در کنار شاهرخ خان در فیلم همشکل ظاهر شد، این فیلم به تهیه کنندگی یاش جوهر و کارگردانی ماهش بات ساخته شد. این فیلم پس از اکران در گیشه ضعیف عمل کرد. در همان سال، او در آهنگ قو هریشیکش موکرجی، جووت بول کاوا کاته، در کنار آنیل کاپور ظاهر شد. این فیلم به دلیل یادآوری خاطرات فیلم‌های موکرجی توسط منتقدان مورد استقبال قرار گرفت و یکی از منتقدان آن را «یک کمدی درجه یک» نامید. در همان سال، او همچنین در درام روستایی رؤیاهای هفت رنگ که ساپنه پریادارشان در مقابل آرویند سوامی ظاهر شد. این فیلم در باکس آفیس ضعیف عمل کرد، اما خالد محمد دربارهٔ او نوشت که او «فقط باعث صرفه‌جویی در لطف است. نگاه کردن به آن دوست داشتنی و بازیگری غریزی است، او مثل همیشه دوست داشتنی است.» کمدی پلیسی هاریکریشنانس در مقابل مهنل و ماموتی بود. هاریکریشنانس یک موفقیت تجاری بود.
در سال ۱۹۹۹، او در آرجون پاندیت در کنار سانی دئول ظاهر شد که بیشتر توسط تماشاگران رد شد. او در این فیلم نقش زنی را داشت که به دنبال انتقام‌جویی بود و شخصیت او را «نقشی با سایه‌های منفی» توصیف کرد. استقبال منتقدان از فیلم نیز به همین ترتیب کم بود، اما آثار چاولا بهتر مورد استقبال قرار گرفت. در همان سال، او همچنین در کنار سانجی دات در فیلم ماجراجویی سافاری بازی کرد که یک شکست انتقادی بود. او در فیلم زندگینامه‌ای به زبان پنجابی، شهید اودهام سینگ، بر اساس زندگی اودهام سینگ، به صورت رایگان کار کرد.

### ۲۰۰۰–۲۰۰۹: تولید و سینمای موازی
او در سال ۲۰۰۰ در کنار شاهرخ خان و عزیز میرزا یک شرکت تولیدی به نام Dreamz Unlimited افتتاح کرد. کمدی رمانتیک دل همچنان هندوستانی است اولین ساخته این شرکت با بازی چاولا و خان بود. پس از اکران، این فیلم در باکس آفیس ضعیف عمل کرد، اگرچه در طول سال‌ها به دلیل تم جسورانه‌اش در جنگ‌های رسانه‌ای مورد استقبال قرار گرفت. عملکرد چاولا در نقش روزنامه‌نگار ریا بنارجی مورد قدردانی منتقدان قرار گرفت. سواپنا میتر، منتقد ردیف نوشت: «این احتمالاً یکی از بهترین اجراهای جوهی است. او هرگز بهتر به نظر نمی‌رسید… و بار دیگر، مانند هوم هاین راه پیار که، استعداد کمدی را نشان می‌دهد.» سال، کاروبار: کسب و کار عشق توسط راکش روشن بود که بیش از پنج سال در حال ساخت بود و پس از انتشار شکست خورد. او نقش کوچکی در باند بازی کرد.
در سال ۲۰۰۱، او در کمدی اکشن یک به‌علاوه دو می‌شه چهار با شاهرخ خان ظاهر شد، در هفتمین همکاری آن‌ها و با جکی شراف، این فیلم در گیشه شکست خورد. چاولا در این فیلم سه نقش داشت. یک خدمتکار هاریانوی، یک رقصنده و یک پلیس مخفی. در حالی که فیلم به دلیل محتوای جدی آن مورد توجه قرار گرفت، بازی کمدی او مورد تحسین چندین منتقد قرار گرفت. وینایاک چاکراورتی نوشت: «اما برنده اینجا جوهی است - آن استعداد کمیک قدیمی Hum Hain Raahi Pyaar Ke تقریباً از مردگان بازمی‌گردد.» از سردرگمی جوهی است. او به عنوان یک هاریانوی بلندگوی تند و تند صحبت می‌کند و از «ریکی مارتین» (شاهرخ) خود لذت می‌برد، او بسیار لذت بخش است. و زمان‌بندی، که «تعداد کمی می‌توانند مطابقت داشته باشند». یکی دیگر از انتشارات سال کمدی آمدانی عطانی خرچا روپایا در مقابل گوویندا بود. تقریباً در همان زمان، او یک فیلم کانادایی آدیشهشا را امضا کرد که در آن قرار بود در مقابل همبازی خود در پرمالوکا وی راویچاندران بازی کند. اما به دلایل عجیب و غریب، فیلم بعداً متوقف شد.
چاولا پس از یک سال استراحت از کار سینمایی، شروع به حضور در فیلم‌های مستقل و هنری کرد و آثار او شامل فیلم‌های تحسین‌شده ضربات زنگ، ۳ دیوار (هر دو سال ۲۰۰۳)، هفت و نیم دور و برادرم… نیکل(هر دو در ۲۰۰۵) بود. فقط یک لحظه (۲۰۰۶). ضربات زنگ، یک کمدی موزیکال و ادای احترام به کارگردان موسیقی آر. دی برمن، او را در نقش همسر یک موسیقیدان مشتاق دید. او برنده جایزه ستاره اسکرین بهترین بازیگر نقش مکمل زن برای ۳ دیوار شد که نقدهای مثبت او را به همراه داشت. کارگردان کوکونور فیلم را با در نظر گرفتن چاولا نوشت و آرزو داشت تصویر او را تغییر دهد. رابرت کوهلر از ورایتی نوشت: «چاولا به تدریج در نقشی قرار می‌گیرد که حداقل سه لایه شخصیتی متفاوت را در خود جای داده‌است.» فیلم‌های غیرمعمولی که نیازمند رویکرد واقعی‌تر بازیگری و استفاده حداقلی از گریم هستند. او در فیلم پنجابی زبان دوس هویا پردش (۲۰۰۴) در مقابل گورداس مان نقش آفرینی کرد که به گرمی مورد استقبال قرار گرفت. او گفت که او این بخش را انتخاب کرد زیرا با خواندن فیلمنامه، «گستره فوق‌العاده‌ای برای اجرا» شناسایی کرد. این فیلم برنده جایزه ملی فیلم برای بهترین فیلم بلند پنجابی شد.
در گوا بین سال‌های ۱۹۸۶ تا ۱۹۹۴، فیلم برادرم… نیکل از اونیر بر شخصیت نیکل (با بازی سانجای سوری)، مرد جوانی که آزمایش HIV مثبت داده‌است، متمرکز است. چاولا در نقش آنامیکا کاپور، معلم مدرسه و خواهر بزرگتر دوست‌داشتنی و حامی نیکل، که شریک همجنس خود را می‌پذیرد و با مبارزه‌اش در کنارش می‌ایستد، همبازی شد. این فیلم با استقبال منتقدان روبه‌رو شد و بازی چاولا به‌ویژه مورد تحسین قرار گرفت. خالد محمد به شدت بازی او را تأیید می‌کرد: «بیش از همه، جوهی چاولا بی‌نقص است. ترکیب بی‌دردسر او از احساسات متضاد او چیزی است که بازی‌های کلاس A را دنبال می‌کند. خانم چاولا یک الماس در این جواهر کوچک یک فیلم است.» او در هفت و نیم دور در کنار عرفان خان بازی کرد. هندوستان تایمز اجرای او را ستود.
در سال ۲۰۰۶، او در مجموعه درام سلام بر عشق: ادای احترام به عشق به کارگردانی نیکیل ادوانی ظاهر شد. او یک بار دیگر با اونیر در درام فقط یک لحظه (۲۰۰۶) در کنار اورمیلا ماتوندکار و سانجای سوری همکاری کرد. او نقش ایرا مالهوترا، همسر کتک خورده‌ای را بازی کرد که به دلایل مذهبی حاضر به ترک شوهر خود نیست. این فیلم با نقدهای مثبت باز شد. سابهاش ک. جا دربارهٔ چاولا نوشت که او «از توانایی خود برای به تصویر کشیدن آسیب و گناه با حداقل تلاش استفاده می‌کند.» در همان سال او در فیلم پنجابی دیگری بازی کرد، درام تاریخی وارث شاه: عشق وارث که برنده جایزه ملی شد. به گزارش بی‌بی‌سی، این فیلم «شاخص‌های یک تولید با کیفیت را دارد». این فیلم بر اساس زندگی شاعر پنجابی واریس شاه در دورانی است که او شعر هیر را می‌نوشت.
چاولا و مانوج باجپایی در درام سوامی (۲۰۰۷) اثر گانش آچاریا، نقش یک زوج متأهل را بازی کردند، که به دنبال مشکلات مالی آن‌ها برای تضمین آموزش مناسب برای پسر باهوش‌شان است. نقدهای این فیلم متفاوت بود. تنویر بوکوالا از ردیف فیلم به خاطر داستان ساده‌اش و به خاطر دادن این شانس به زوج اصلی «فرصت نامتعارف و ظریف بودن و آن‌ها در ارائه کوتاهی نمی‌کنند» قدردانی کرد.
چاولا سپس در فرمانروای ارواح از راوی چوپرا (۲۰۰۸) با آمیتاب باچان ظاهر شد، که در آن اولین خوانندگی خود را با آهنگ «چالو جان دو» انجام داد، فیلم موفقیت متوسطی داشت و چاولا برای این نقش مورد قدردانی قرار گرفت. مانیش گجار از بی‌بی‌سی نوشت: «زمان‌بندی طنز درخشان جوهی چاولا در نقش مادر بانکو، شما را در بخیه می‌اندازد». در سال ۲۰۰۹، او به عنوان مهمان در خوشبختی تصادفی ظاهر شد تا در نقشی طنز بازی کند و موهایش را بلوند کرد. این فیلم و بازی چاولا نقدهای بسیار مثبتی دریافت کرد و افتتاحیه خوبی در گیشه داشت.

### ۲۰۱۱–اکنون: کار متناوب
در سال ۲۰۱۱، چاولا در فیلم تحسین شده اونیر، من هستم (۲۰۱۰) بازی کرد. این فیلم که در چندین فصل باز می‌شود، چاولا را در کنار مانیشا کویرالا و محمد عثمان رسولی در قسمتی به نام «من مگه هستم» بازی کرد. او نقش اصلی یک پاندیت کشمیری را بازی کرد که به زادگاهش در سرینگار سفر می‌کند و سال‌ها پیش از آن‌جا رانده شده بود. چاولا برای بازی خود جایزه بهترین بازیگر زن را در سیزدهمین جشنواره فیلم آسیایی لندن و جایزه برتری در سینمای هند در جوایز فیلم آسیا ویژن دریافت کرد. بازی او همچنین نامزدی جایزه فیلم فیر برای بهترین بازیگر نقش مکمل زن را به همراه داشت. راجیو مسند نوشت: «جوهی چاولا پرتره‌ای از آسیب‌پذیری سرکوب شده‌است که با احساسات خود در مورد یک خانه و یک دوست قدیمی روبرو می‌شود.»
چاولا سپس در کمدی اکشن پسر سردار (۲۰۱۲) در کنار سانجی دات بازی کرد که با استقبال ضعیف منتقدان روبرو شد. لایو منت آن را «بدترین تصویر پنجابیات در سینمای هندی» نامید، اگرچه از نقش او به عنوان «تنها نقش منحصر به فرد در فیلم» یاد کرد و در ادامه اضافه کرد: «چاولا، بازیگری با استعداد ثابت شده در کمدی، پامی را شخصیت خود می‌سازد. این فیلم ۱۶۹٫۹۸ کرور روپیه (۲۱ میلیون دلار آمریکا) در سراسر جهان به دست آورد.
پس از مدتی کار محدود در فیلم، چاولا در سال ۲۰۱۴ با باند گلاب در مقابل رقیب سرسخت خود مادوری دیکشیت بازی کرد. این فیلم که در آن چاولا و دیکشیت رقبای سیاسی بی‌رحمانه‌ای را بازی می‌کردند، نقش چاولا را به عنوان یک آنتاگونیست مشخص کرد. بازی او از سومیترا دیوی، سیاستمداری زیرک و متفکر، به‌طور گسترده توسط منتقدان مورد استقبال قرار گرفت. شوبهرا گوپتا از روزنامه فایننشال تایمز شخصیت او را به عنوان «سیاستمداری که مردان برای همیشه بازی کرده‌اند» توصیف کرد: تشنه قدرت، دست از هیچ چیز نمی‌کشد، حتی قتل و ضرب و شتم. او با مشت آهنین و تمسخر حکومت می‌کند. هندوستان تایمز نوشت: «یک قهرمان مؤثر به یک شرور بزرگتر از زندگی نیاز دارد. در این مورد، جوهی چاولا است که خواهرش را با یک متجاوز به عنف ازدواج می‌کند و ظاهراً شوهرش را برای به دست آوردن قدرت سیاسی کشته‌است. مانند اکثر سیاستمداران فاسدی که ما روی صفحه می‌بینیم. او فرصت طلبی است که هوس قدرت می‌کند. این به خوبی در مورد مهارت بازیگری او صحبت می‌کند که ما از جوهی در این فیلم متنفریم.» راجیو ماسند او را در این بخش «خیلی خوب» خواند و در پایان یک بررسی تند از فیلم اظهار داشت: «اگر باید این فیلم را تماشا کنید، برای اجرای الهام گرفته جوهی چاولا آن را تماشا کنید.» در همان سال او همچنین با هلن میرن و اوم پوری در نقش مهمان در فیلم هالیوودی صد قدم راه محصول استیون اسپیلبرگ ظاهر شد.
در سال ۲۰۱۶، او در درام زن محور گچ و تخته پاک گن بازی کرد. این فیلم نقدهای متفاوتی از سوی منتقدان دریافت کرد و بازی چاولا با استقبال خوبی روبرو شد. نامراتا جوشی در نقدی انتقادی برای هندو خاطرنشان کرد: «آزمی و چاولا با حضور باوقار و رفاقت آسان شما را از رفتن به سمت در خروجی بازمی‌دارند.» روهیت واتز از هندوستان تایمز این فیلم را به دلیل «خوب گفته شده» آن دوست داشت. داستان اخلاق در مقابل طمع و از حضور دلگرم چاولا یاد کرد. در سال ۲۰۱۷، او نقش وزیر دفاع هند را در مجموعه وب Alt Balaji The Test Case بازی کرد. او در سریال وب Hush Hush بازی کرد که در ۲۲ سپتامبر ۲۰۲۲ در آمازون پریم ویدئو منتشر شد.

## خارج از کار
در سال ۱۹۹۸، چاولا در یک تور کنسرت چهار نفره در کنار شاهرخ خان، کاجول و آکشی کومار در بریتانیا، کانادا و ایالات متحده شرکت کرد.
در سال ۲۰۰۹، چاولا به عنوان داور استعداد، برای فصل سوم برنامه واقعیت رقص تلویزیون سونی اینترتینمنت هند، جالاک دیخلا جا در کنار ساروژ خان و وایبهاوی بازرگان ظاهر شد. در سال ۲۰۱۱، او میزبان برنامه چت کودکانه Colors Company Badmaash - Ek Shararat Hone Ko Hai بود.
در سال ۲۰۰۸، چاولا، با مشارکت شاهرخ خان و همسرش جی مهتا، حقوق مالکیت فرنچایز نماینده کلکته در مسابقات کریکت Twenty20 لیگ برتر هند (IPL) را به مبلغ ۷۵٫۰۹ میلیون دلار به دست آورد و نام تیم را Kolkata Knight Riders (KKR) گذاشت. این تیم در سال ۲۰۱۲ برنده شد و این شاهکار را در سال ۲۰۱۴ تکرار کرد.
دادگاه عالی دهلی پس از اینکه شکایت چاولا علیه راه‌اندازی شبکه‌های بی‌سیم 5G را «بی‌اهمیت» تشخیص داد، ۲۰ لک جریمه را برای چاولا تعیین کرد. جریمه بعداً به ۲ لک کاهش یافت.

## زندگی شخصی
جوهی چاولا در سال ۱۹۹۵ با جی مهتا یک صنعتگر ازدواج کرد. این زوج دارای دو فرزند یک دختر و یک پسر به نام‌های جانوی مهتا و آرجون مهتا هستند.

## فیلم‌شناسی
| سال  | عنوان                                         | نقش               | بازیگر نقش مقابل       | جوایز و افتخارات                                                                    |
| ---- | --------------------------------------------- | ----------------- | ---------------------- | ----------------------------------------------------------------------------------- |
| ۱۹۸۶ | سلطنت                                         | زارینا            | سانی دئول              |                                                                                     |
| ۱۹۸۷ | جهان عشق                                      | شیکا              |                        |                                                                                     |
| ۱۹۸۸ | از قیامت به قیامت                             | راشمی             | عامر خان               | برنده جایره فیلم‌فیر بهترین بازیگر تازه‌‌وارد زن– نامزد جایزه فیلم‌فیر بهترین بازیگر زن |
| ۱۹۸۹ | پژواک                                         | سانجیتا           |                        |                                                                                     |
| ۱۹۸۹ | مهتاب                                         | دیویکا            |                        |                                                                                     |
| ۱۹۸۹ | عشق جاویدان                                   | دیویکا            | پروسنجیت چاترجی        |                                                                                     |
| ۱۹۸۹ | عشق عشق عشق                                   | ریما              | عامر خان               |                                                                                     |
| ۱۹۹۰ | گلستان                                        | جیوتی             | گوویندا                |                                                                                     |
| ۱۹۹۰ | زهردار                                        | چامکی             | سانجی دات              |                                                                                     |
| ۱۹۹۰ | تو مال من هستی                                | پارو              | عامر خان               |                                                                                     |
| ۱۹۹۰ | محدودیت                                       | سانتی             | چیرانجیوی              | نامزد جایزه فیلم‌فیر بهترین بازیگر زن                                                |
| ۱۹۹۰ | باشکوه                                        | تاسی              |                        |                                                                                     |
| ۱۹۹۰ | سی.آی. دی                                     | راکشا شارما       |                        |                                                                                     |
| ۱۹۹۱ | پادشاه بی‌نام                                  | جیوتی             | آنیل کاپور             |                                                                                     |
| ۱۹۹۱ | صلح و انقلاب                                  | جیوتی             |                        |                                                                                     |
| ۱۹۹۱ | زن داداش                                      | آشا               | گوویندا                |                                                                                     |
| ۱۹۹۱ | بدهی‌ام را باید بپردازم                        | رادا              | گوویندا                |                                                                                     |
| ۱۹۹۲ | جنگ ثروت                                      | آشا               | عامر خان               |                                                                                     |
| ۱۹۹۲ | وصال رادا                                     | رادا              | گوویندا                |                                                                                     |
| ۱۹۹۲ | ترانه رادا                                    | رادا              | ریشی کاپور             | نامزد جایزه فیلم‌فیر بهترین بازیگر زن                                                |
| ۱۹۹۲ | بعد از تو                                     | ساپنا             | پروسنجیت چاترجی        |                                                                                     |
| ۱۹۹۲ | راجو ثروتمند می‌شود                            | رنو               | شاهرخ خان              |                                                                                     |
| ۱۹۹۲ | لباس مرا دنبال کن                             | جانکی             | میتون چاکرابورتی       |                                                                                     |
| ۱۹۹۲ | بی وفای وفادار                                | روکشار            |                        |                                                                                     |
| ۱۹۹۳ | آینه                                          | ریما              |                        |                                                                                     |
| ۱۹۹۳ | شطرنج                                         | رادا              | جکی شروف               |                                                                                     |
| ۱۹۹۳ | ما مسافران راه عشقیم                          | ویجینتی           | عامر خان               | برنده جایزه فیلم‌فیر بهترین بازیگر زن                                                |
| ۱۹۹۳ | تادیپار                                       | راجکوماری         | میتون چاکرابورتی       |                                                                                     |
| ۱۹۹۳ | خوش‌شانس                                       | گیتا              | گوویندا                |                                                                                     |
| ۱۹۹۳ | ترس                                           | کیرن              | شاهرخ خانسانی دئول     | نامزد جایزه فیلم‌فیر بهترین بازیگر زن                                                |
| ۱۹۹۳ | الهی                                          | راجنی             | میتون چاکرابورتی       |                                                                                     |
| ۱۹۹۳ | روزی با عزت                                   | جیوتی             | سانی دئول              |                                                                                     |
| ۱۹۹۳ | دزدان                                         | آنجلی             | سانی دئول              |                                                                                     |
| ۱۹۹۴ | عزت خانه                                      | گیتا              | ریشی کاپور             |                                                                                     |
| ۱۹۹۴ | هر کسی سبک خود را دارد                        | خودش              | عامر خان               | بازیگر مهمان                                                                        |
| ۱۹۹۴ | جنتلمن                                        | رانی              | چیرانجیوی              |                                                                                     |
| ۱۹۹۴ | سبک                                           | ساراواتی          | آنیل کاپور             |                                                                                     |
| ۱۹۹۴ | اینا مینا دیکا                                | مینا              | ریشی کاپور             |                                                                                     |
| ۱۹۹۴ | الهی                                          | راجنی             | میتون چاکرابورتی       |                                                                                     |
| ۱۹۹۴ | خانه محبوب                                    | لاکسمی خانا       | ریشی کاپور             |                                                                                     |
| ۱۹۹۵ | رام جانه                                      | بلا               | شاهرخ خان              |                                                                                     |
| ۱۹۹۵ | نامشروع                                       | ساندیا            | اجی دیوگن              |                                                                                     |
| ۱۹۹۵ | همه را ترور کن                                | نِها               | عامر خان               |                                                                                     |
| ۱۹۹۶ | تلاشی                                         | مگا               | جکی شروف               |                                                                                     |
| ۱۹۹۶ | پسربچه                                        | مادور             | آنیل کاپور             |                                                                                     |
| ۱۹۹۶ | خط قرمز                                       | کنتا              | جکی شروف               |                                                                                     |
| ۱۹۹۶ | ترک                                           | پیریا             | ارباز خان              |                                                                                     |
| ۱۹۹۷ | آقا و خانم بازیکن                             | شالو              | آکشی کومار             |                                                                                     |
| ۱۹۹۷ | گاهی آره گاهی نه                              | خودش              |                        | بازیگر مهمان                                                                        |
| ۱۹۹۷ | عشق                                           | مادو              | عامر خان               |                                                                                     |
| ۱۹۹۷ | بله قربان                                     | سیما              | شاهرخ خان              | نامزد جایزه فیلم‌فیر بهترین بازیگر زن                                                |
| ۱۹۹۷ | دیوانه مستانه                                 | دکتر نها شارما    | گوویندا                |                                                                                     |
| ۱۹۹۸ | رؤیاهای هفت رنگ                               | جلیما             |                        |                                                                                     |
| ۱۹۹۸ | وقتی دروغ میگی کلاغ تو را می‌کشد               | آرمیلا            | آنیل کاپور             |                                                                                     |
| ۱۹۹۸ | همشکل                                         | سونیا             | شاهرخ خان              |                                                                                     |
| ۱۹۹۸ | هاریکریشناس                                   | میرا وارما        |                        |                                                                                     |
| ۱۹۹۹ | آرجون پاندیت                                  | نیشا              | سانی دئول              |                                                                                     |
| ۱۹۹۹ | سیاحت                                         | آنجلی             | سانجی دات              |                                                                                     |
| ۲۰۰۰ | دل همچنان هندوستانی است                       | ریا               | شاهرخ خان              |                                                                                     |
| ۲۰۰۰ | گنگ                                           | صنم               | جکی شروف               |                                                                                     |
| ۲۰۰۰ | کار و بار: تجارت عشق                          | سیما              | آنیل کاپورریشی کاپور   |                                                                                     |
| ۲۰۰۱ | یک به‌علاوه دو می‌شه چهار                       | جیتا              | شاهرخ خان              |                                                                                     |
| ۲۰۰۱ | درآمد هست آنه مخارج یک روپیه                  | جومری             | گوویندا                |                                                                                     |
| ۲۰۰۱ | یک رابطه: زنجیر عشق                           | پریتی             | آکشی کومارآمیتاب باچان |                                                                                     |
| ۲۰۰۳ | ۳ دیوار                                       | چاندریکا          | جکی شروف               |                                                                                     |
| ۲۰۰۳ | ضربات زنگ                                     | شانتی             |                        |                                                                                     |
| ۲۰۰۵ | معما                                          |                   |                        |                                                                                     |
| ۲۰۰۵ | سکوت ... شب ترس                               | دکتر ساکشی سازگار | شیلپا شتی              |                                                                                     |
| ۲۰۰۵ | برادرم… نیکل                                  | آنامیکا           | سانجای سوری            |                                                                                     |
| ۲۰۰۵ | هفت و نیم دور                                 | اسمی              | عرفان خان              |                                                                                     |
| ۲۰۰۵ | تحویل در منزل                                 |                   |                        |                                                                                     |
| ۲۰۰۵ | دوستی: دوستان همیشگی                          | آدیتی             | آکشی کومارسانی دئول    |                                                                                     |
| ۲۰۰۶ | وارث شاه: عشق وارث                            |                   |                        |                                                                                     |
| ۲۰۰۶ | فقط یک لحظه                                   | ایرا مالهوترا     |                        |                                                                                     |
| ۲۰۰۷ | ام شنتی ام                                    | خودش              |                        | بازیگر مهمان                                                                        |
| ۲۰۰۷ | سلام بر عشق                                   | سیما              |                        |                                                                                     |
| ۲۰۰۷ | سوامی                                         | رها               |                        |                                                                                     |
| ۲۰۰۸ | فرمانروای ارواح                               | آنجلی             | شاهرخ خان              |                                                                                     |
| ۲۰۰۸ | چهار دیوانه                                   | دکتر سونالی       |                        |                                                                                     |
| ۲۰۰۸ | ارتباط تقدیر                                  |                   |                        |                                                                                     |
| ۲۰۱۰ | خوشبختی تصادفی                                | مینتی             |                        |                                                                                     |
| ۲۰۱۰ | کی میدونه فردا چی میشه؟                       |                   |                        |                                                                                     |
| ۲۰۱۰ | رامایانا: رزم‌نامه                             |                   |                        |                                                                                     |
| ۲۰۱۰ | پرندگان گستاخ                                 |                   |                        |                                                                                     |
| ۲۰۱۰ | آرامش خاطر                                    |                   |                        |                                                                                     |
| ۲۰۱۰ | من هستم                                       | مگا               |                        | نامزد جایزه فیلم‌فیر بهترین بازیگر نقش مکمل زن                                       |
| ۲۰۱۲ | پسر سردار                                     | پارمیت            | سانجی دات              |                                                                                     |
| ۳۰۱۳ | ما ماشین کرایه می‌دهیم                         | دکتر وایا جانی    |                        |                                                                                     |
| ۳۰۱۳ | من کریشنا هستم                                | کانتین            |                        |                                                                                     |
| ۲۰۱۴ | صد قدم راه                                    |                   |                        |                                                                                     |
| ۲۰۱۴ | باند گلاب                                     | سومیترا           | مادهوری دیکشیت         | نامزد جایزه فیلم فیر بهترین بازیگر نقش مکمل زن                                      |
| ۲۰۱۶ | گچ و تخته پاک‌کن                               | بیوتی             |                        |                                                                                     |
| ۲۰۱۸ | زیرو                                          |                   |                        |                                                                                     |
| ۲۰۱۹ | این حسی است که وقتی دختر می‌دیدم بهم دست می‌داد | چاترو             |                        |                                                                                     |
| ۲۰۲۲ | شارمجی نامکین                                 | وینا              |                        |                                                                                     |
| ۲۰۲۳ | برنامه جمعه شب                                | مادر              |                        |                                                                                     |